# Теракт в Актобе (2011)
Теракт в Актобе 17 мая 2011 года был совершён 25-летним жителем города, террористом-смертником Рахимжаном Махатовым. Этот случай стал первым террористическим актом такого рода в современном Казахстане.
Теракт был совершён в первой половине дня у здания Актюбинского областного департамента Комитета национальной безопасности Казахстана на улице Айтеке би. При взрыве погиб сам террорист, три человека получили осколочные ранения. «У пострадавших осколочные ранения от металлических предметов. Третий раненый — 32-летний мужчина — находится в реанимации под наркозом. Его состояние тяжелое», — прокомментировала ситуацию главный врач железнодорожной больницы Замза Хайруллина.
После теракта Генеральная Прокуратура Казахстана организовала пресс-брифинг, на котором объявила имя смертника — им оказался 25-летний житель Актобе Рахимжан Махатов. По официальной версии, он совершил теракт «с целью уклонения от ответственности за уголовные преступления в составе организованной преступной группировки».
На следующий день правоохранительными органами Актобе были задержаны около 20 человек, подозреваемых в причастности к теракту, 12 из них предстали перед судом и получили сроки от 3 до 17 лет лишения свободы. Одного из задержанных, Есета Махауова, признали непричастным к данному теракту, но на основе других преступлений приговорили к 17 годам тюремного наказания.

## Отклики на событие
- Председатель ОБСЕ и министр иностранных дел Литвы Аудронюс Ажубалис выступил с осуждением данного инцидента и назвал его «террористическим актом»[4].
- Духовное управление мусульман Казахстана осудило поступок смертника[7]:

Возможно, что к этому происшествию причастны радикальные религиозные группы. Убийство невинного человека в исламе приравнивается убийству всего человечества. ДУМК категорически против подобных кровопролитий. Всё, что нам необходимо, — это единство и сплочённость, мирная жизнь.
— Кайрат Жолдыбайулы